# چرخ‌ریسوی کارولینا
چرخ‌ریسوی کارولینا (نام علمی: Poecile carolinensis) نام یک گونه از تیره چرخ‌ریسک است.